# Glaucidae
Famille
Les Glaucidae forment une famille de mollusques gastéropodes de l'ordre des Nudibranches. Selon certains auteurs, elle ne compterait que le genre Glaucus, les autres étant placés dans d'autres familles, comme les Facelinidae.

## Liste des genres et espèces
Selon World Register of Marine Species, prenant pour base la taxinomie de Bouchet & Rocroi (2005), on compte actuellement deux genres, comprenant cinq espèces :
- Glaucus Forster, 1777
  - Glaucus atlanticus Forster, 1777
- Glaucilla Bergh, 1861
  - Glaucilla bennettae (Churchill, Valdés & Ó Foighil, 2014)
  - Glaucilla marginata Reinhardt & Bergh, 1864
  - Glaucilla mcfarlanei (Churchill, Valdés & Ó Foighil, 2014)
  - Glaucilla thompsoni (Churchill, Valdés & Ó Foighil, 2014)

En mai 2014, trois nouvelles espèces proches de Glaucus marginatus sont décrites : Glaucus bennettae, Glaucus thompsoni et Glaucus mcfarlanei. Elles sont ensuite transférées dans le genre Glaucilla, ré-érigé pour l'occasion. 

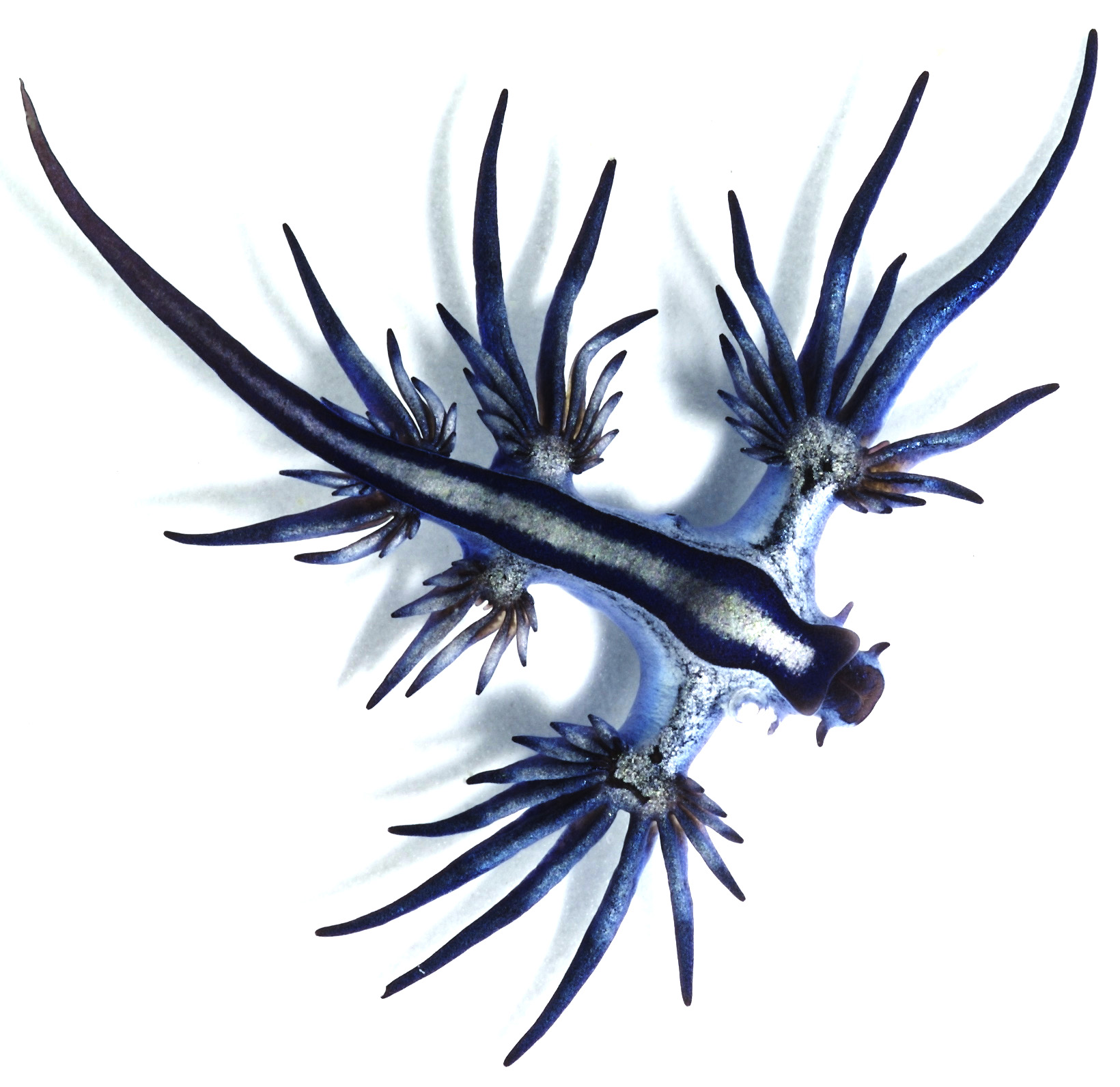
Glaucus atlanticus
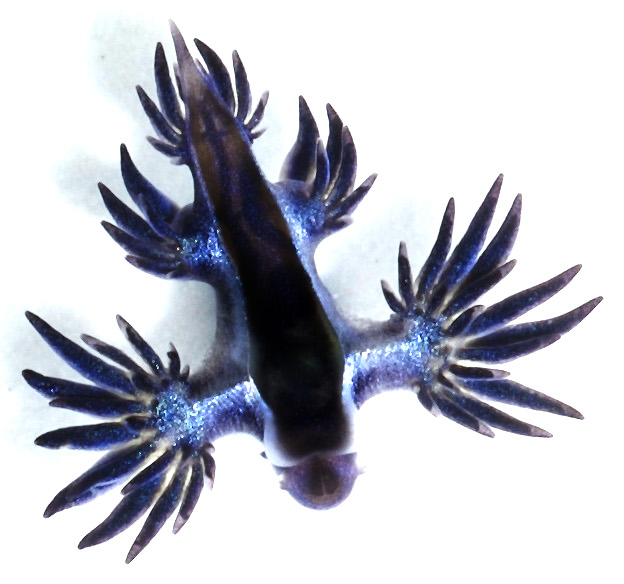
Glaucilla marginata

Selon le Sea Slug Forum, les Glaucidae compteraient cependant les genres et espèces suivants :
- Antonietta Schmekel, 1966
  - Antonietta janthina
  - Antonietta luteorufa (Schmekel, 1966)
- Austraeolis Burn, 1962
  - Austraeolis catina
  - Austraeolis ornata
- Bajaeolis Gosliner & Behrens, 1986
  - Bajaeolis bertschi
- Dicata Schmekel, 1967
  - Dicata odhneri
- Dondice Marcus, 1958
  - Dondice banyulensis
  - Dondice occidentalis
  - Dondice parguerensis
- Facelinopsis Pruvot-Fol, 1954
  - Facelinopsis marioni
- Glaucilla Bergh, 1868
- Glauconella Gray, 1850
- Glaucus Forster, 1777
  - Glaucus atlanticus Forster, 1777
- Godiva Macnae, 1954
- Hermissenda Bergh, 1879
  - Hermissenda crassicornis
- Hermosita Gosliner & Behrens, 1986
  - Hermosita hakunamatata
- Jason Miller, 1974
  - Jason mirabilis
- Learchis Bergh, 1896
  - Learchis evelinae
  - Learchis poica
- Nanuca Marcus, 1957
  - Nanuca sebastiani
- Palisa Edmunds, 1964
- Pauleo Millen & Hamann, 1992
  - Pauleo jubatus
- Sakuraeolis Baba & Hamatani, 1965
  - Sakuraeolis enosimensis
  - Sakuraeolis gerberina
  - Sakuraeolis gujaratica
  - Sakuraeolis kirembosa
  - Sakuraeolis nungunoides
  - Sakuraeolis sakuracea
- Setoeolis Baba & Hamatani, 1965
  - Setoeolis inconspicua